# Ferreros (Ribera de Arriba)
Ferreros es una parroquia asturiana del concejo de Ribera de Arriba, España.

## Toponimia
Ferreros, procede, según Xosé Lluis García Arias, del latín FERRUM, hierro. Sería uno de los topónimos asturianos que harían referencia a la existencia de un yacimiento de dicho mineral o de establecimientos donde se trabajaba.

## Geografía
El término parroquial tiene una superficie de 4,32 km² y limita con el concejo de Oviedo por el oeste, norte y este. Por el sur con las parroquias del concejo de Palomar y de Soto. Se sitúa en la orilla derecha del río Nalón.

## Geología
En el término parroquial aflora el Cretácico, en particular la formación denominada El Caleyu, que toma su nombre de la localidad homónina, repartida entre los concejos de Ribera de Arriba y de Oviedo. La formación El Caleyu está datada entre el Albiense superior y el Cenomaniense inferior, entre el Cretácico inferior y el superior. De un espesor medio de 30 m, está formada por areniscas blancas o blancoamarillentas, poco cimentadas. Las areniscas tienen un tamaño de grano de fino a medio. En ellas es posible encontrar ámbar. Y en concreto, en El Caleyo, con insectos y otros artóprodos por lo que está incluido en uno de los 144 lugares de interés geológico de España.

## Demografía
En el año 2014 tenía una población empadronada de 808 habitantes, en 376 viviendas familiares (Censo de Población y Viviendas 2001).

### Evolución
La evolución demográfica desde el año 2000 hasta el 2014 es la siguiente:
| 861                                           | 848 | 834 | 844 | 861 | 832 | 827 | 815 | 807 | 815 | 815 | 826 | 837 | 829 | 808 |
| (Fuente: Padrón municipal de habitantes, INE) |     |     |     |     |     |     |     |     |     |     |     |     |     |     |

| Gráfica de evolución demográfica de Ferreros entre 2000 y 2014 |
|                                                                |
| - Población según padrón municipal de habitantes. Fuente INE.  |

### Entidades de población
Según el nomenclátor de ese mismo año, la parroquia comprende las entidades de población de:
| Entidad               | Topónimo tradicional | Categoría histórica | Altitud (m) | Distancia a la capital (km) |
| --------------------- | -------------------- | ------------------- | ----------- | --------------------------- |
| Bueño                 | Güeñu                | lugar               | 120         | 3,00                        |
| El Caleyo             | El Caleyu            | lugar               | 200         | 2,00                        |
| Ferreros              |                      | lugar               | 110         | 1,50                        |
| Quintaniella          |                      | casería             | 115         | 3,70                        |
| Santa Águeda          | Santágueda           | casería             | 230         | 3,70                        |
| Las Segadas de Abajos | Les Segaes           | lugar               | 130         | 1,00                        |
| Las Segadas de Arriba | Les Segaes de Riba   | lugar               | 156         | 1,30                        |
| La Zorera             |                      | casería             | 250         | 1,50                        |
| Rebolón               |                      | casería             | 144         | 3,50                        |

### Comunidad gitano-portuguesa
En la urbanización de La Llosa, en Las Segadas, existe una comunidad de gitanos de origen portugués, que es la minoría étnica mayoritaria del concejo. Este grupo tiene su origen en la migración desde el norte de Portugal a Asturias en los años 1960. Según el Plan Integral de promoción de la comunidad gitano-portuguesa de Ribera de Arriba 2011-2106 (2011), la comunidad estaba formada por 286 personas, mayoritariamente ya de nacionalidad española.

## Parroquia eclesiástica

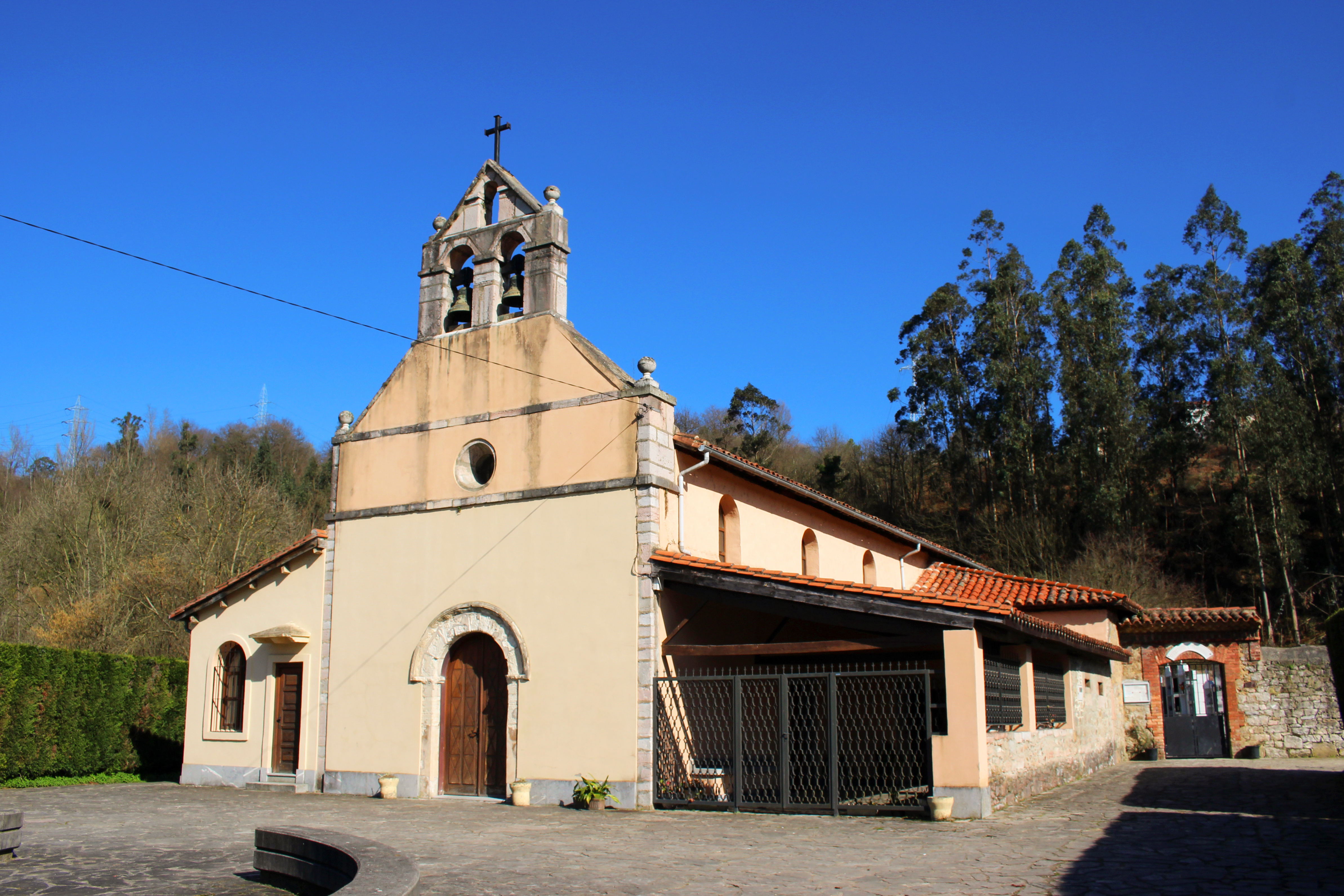
Iglesia parroquial de San Pedro de Ferreros

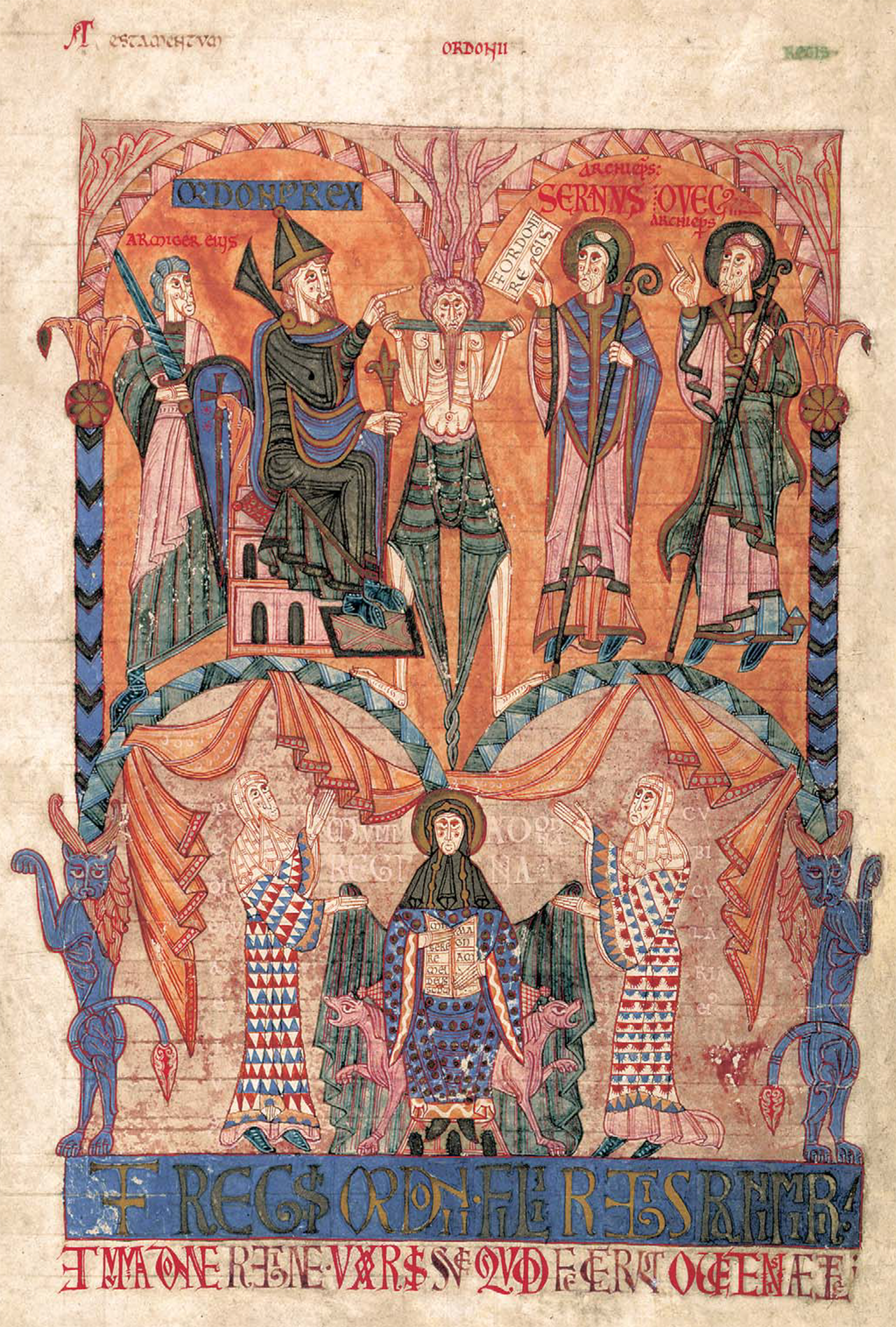
Miniatura del Libro de los testamentos, en la que aparece Ordoño I entregando su testamento a los obispos Serrano y Oveco.

La correspondiente parroquia católica se encuentra bajo la advocación de san Pedro. La iglesia se encuentra en el lugar de Ferreros y tiene adosado el cementerio parroquial. Se encuentra adscrita a la zona de Morcín del arciprestazgo de El Caudal, de la archidiócesis de Oviedo. En el pasado la parroquia formaba parte del arciprestazgo de Oviedo y tenía como filial a la parroquia de San Martín de La Pereda. Así se recoge en el Cuadro sinóptico de las parroquias del obispado de Oviedo según la circunscripción hecha por el Excmo. y Rmo. Sr. Dr. D. F.R. Martínez Vigil, obispo de esta diócesis (1892).
La iglesia aparece en la donación al cabildo de la catedral de Oviedo del rey Ordoño I de Asturias contenida en el Libro de los testamentos, con fecha del año 857:

[...]
25 et serenam in Corunio. In territorio Sauti de Lezer,
     iuxta fluvium Nilonem, ecclesias Sanctj Petri de Ferreros, Sanctj Martini de Perera, Sanctę Agathaę, Sanctj Saturnini
     cum omnibus bonis suis intus, et foris, et Sanctę Cecilię.
Liber Testamentorum Eclesiae Ouetensis
TESTAMENTVM REGIS ORDONII FILLI REGIS RANIMIRI
ET MVMADONNE REGINE, VXORIS SVĘ, QVOD FECERVNT OVENTESI AECCLESIĘ
9rA25-27

## Patrimonio cultural
Según las normas subsidiarias de urbanismo para el concejo aprobadas en 1997, forman parte del catálogo de edificios y construcciones de protección integral, en la parroquia, la casa de los Pando, en Ferreros, y la capilla de san Juan de Mata, en Bueño. Y dentro del catálogo de protección de yacimientos arqueológicos una serie de cuevas y abrigos del Paleolítico. Así se incluyeron en el inventario arqueológico del concejo:
- En Ferreros:

- las cuevas de la Peña El Granxu:
  - la cueva de Fereros, también conocida como del Requexu;
  - la covacha del Perro; y
  - la cueva Yedrera.

- la cueva de la Cantera o de la Rapusera.

- En Bueño:

- la cueva de Bueño; y
- las cuevas de El Mantellar:
  - la cueva de Bueño III o El Mantellar;
  - la covacha del Ñeru o cueva El Gatu; y
  - la covacha del Raitán.

- En Las Segadas de Abajo:

- la cueva de Entrecueves.

Destaca la de Entrecueves, que posee arte rupestre, por lo que está incluida en la lista de bienes de interés cultural en Asturias. Posteriormente, en 2014, fueron incluidas en el inventario del patrimonio cultural de Asturias.
Capilla de San Juan de Mata
Esta capilla se encuentra en la localidad de Bueño, que celebra la festividad de este santo católico francés el 8 de febrero. Según la inscripción presente en su fachada principal, fue construida en el año 1725:

ESTA CAPILLA LA
IZO JVAN LOPEZ
DE bVEÑO DE SU
DEboZION≈≈≈
AÑO DE
1725

## Industria

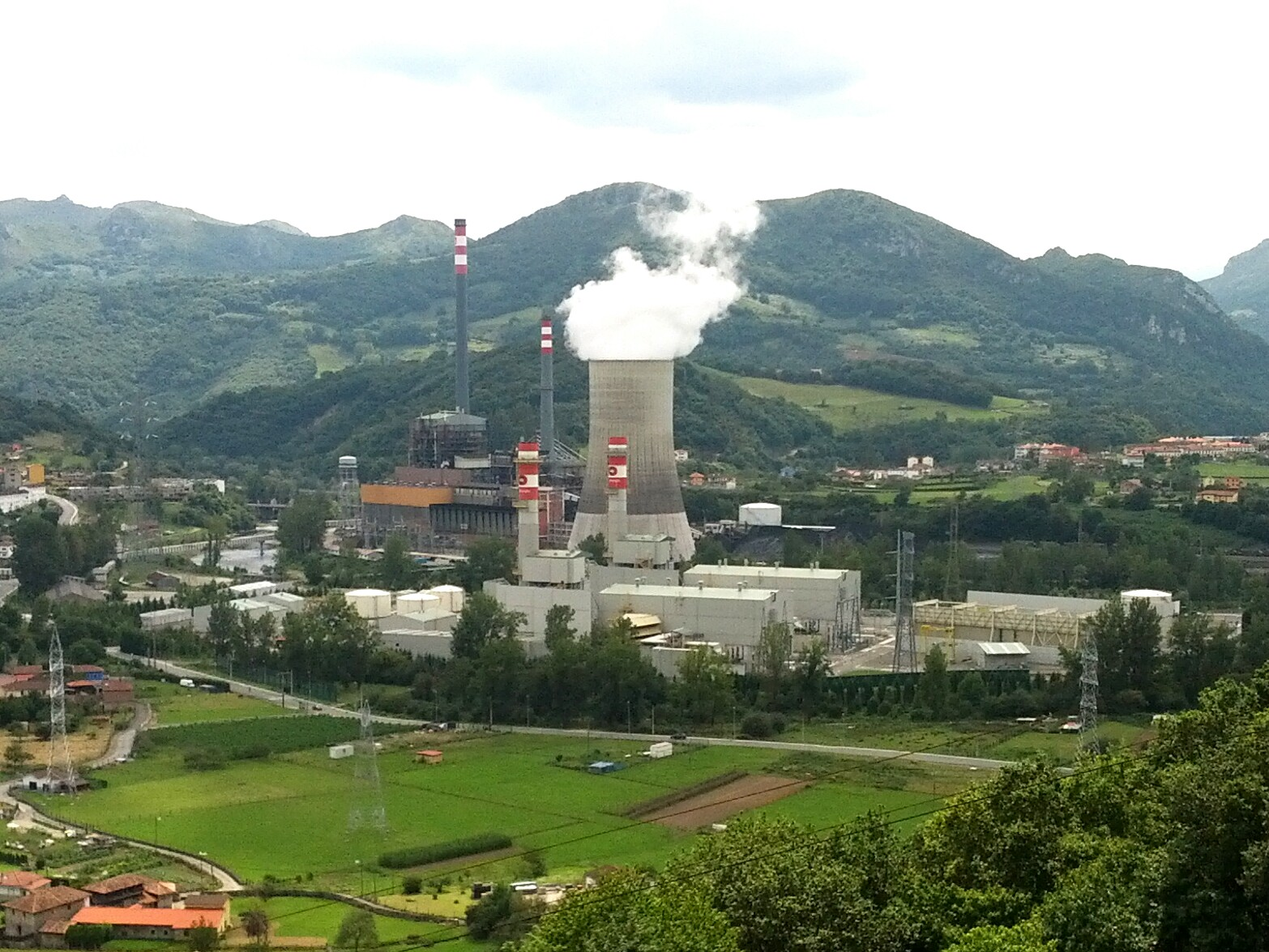
Vista de la central térmica de Soto de Ribera, con los dos grupos de ciclo combinado en primer término.

En el término parroquial se sitúan los dos grupos de ciclo combinado de la central térmica de Soto de Ribera, Soto 4 y Soto 5. Ambos grupos son gemelos, con una turbina de gas y una de vapor y 432 MW de potencia aproximada cada uno. Fueron puestas en marcha en noviembre de 2008 (Soto 4) y diciembre de 2010 (Soto 5).